# سد کوشی
سد کوشی (به لاتین: Koshi Barrage) یک سد در نپال است.